# 新疆隕石
新疆隕石（しんきょういんせき）は、1898年に清（現中華人民共和国新疆ウイグル自治区青河県銀牛溝）で発見された隕石である。
鉄隕石のオクタヘドライトに分類される。総重量は28トン。新疆地質鉱産博物館で展示されている。

## シルクロードの銀牛
新疆隕石は、シルクロードにあり、日にあたった新疆隕石が鉄隕石独特の金属光沢を発していたためシルクロードの銀牛と呼ばれた。落下地の銀牛溝には大量の新疆隕石がみられる。